# Nora Zehetner

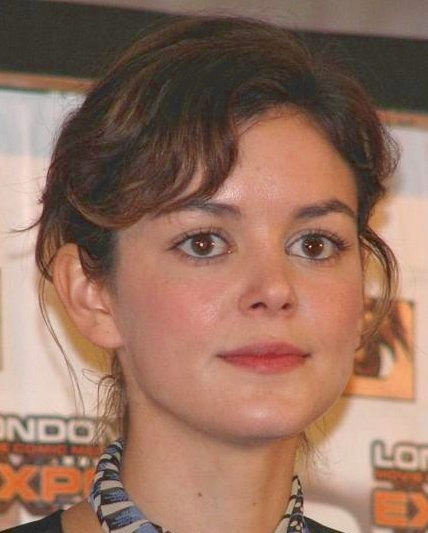
Nora Zehetner, Oktober 2007

Nora Angela Zehetner (* 5. Februar 1981 in El Paso, Texas) ist eine US-amerikanische Schauspielerin.

## Leben
Zehetner wurde als Tochter von John Carol Zehetner und Nancy Lynne Nelson in El Paso (Texas) geboren. Sie besuchte die Grundschule in Richardson (Texas), einem Vorort von Dallas, bevor sie zurück nach El Paso zog.
Mit 14 Jahren ging sie nach Dallas, wo sie die High School besuchte. Außerdem nahm sie an einem einjährigen Programm der Texas Academy of Mathematics and Science teil, einem Programm für Studenten nach der High School, die an Ingenieurwissenschaften und Medizin interessiert sind.

## Schauspielkarriere
Im Alter von 18 begann Zehetner ihre Karriere als Schauspielerin und zog nach Los Angeles. Sie spielte in einer Reihe von Filmen mit, wie Tart – Jet Set Kids (2001), American Pie 2 (2001), R.S.V.P. (2002), May (2002), The Song of Rose (2003), sowie in mehreren Fernsehserien und Werbespots. Ihre bekannteste Rolle war als Laynie Hart in der Serie Everwood. Ihre Filme sind meistens vom Genre Comedy oder Horror, wie May oder R.S.V.P.
Kürzliche Produktionen mit Zehetner waren der Film Brick, welcher den Special Jury Price for Originality of Vision (Spezial Jury Preis für Originalität und Vision) bei dem 2005 Sundance Film Festival gewann, und in dem sie die Rolle der reichen Femme fatale Laura spielt. Der Soundtrack des Filmes enthält eine komplette Version ihrer Aufführung von „The Sun Whose Rays Are All Ablaze“.
In dem Horror-Thriller Beneath, der ersten Co-Produktion von Paramount und MTV Films, übernahm sie die Hauptrolle als Christy.
Zehetner übernahm auch eine Gastrolle für acht Episoden als Eden McCain in der Serie Heroes.
Zusammen mit den Schauspielern und Komikern Tom Arnold und Dax Shepard begann Zehetner 2007 eine Tour zum Persischen Golf, um dort stationierte Soldaten zu treffen und Autogramme zu geben.
2007 spielte Zehetner zusammen mit Marisa Berenson in dem Kurzfilm Jalouse: Elegante, famous, beautiful, jolie, der von dem französischen Modemagazin Jalouse anlässlich seines 100-jährigen Bestehens produziert wurde.
Sie übernahm die Rolle der Reed Adamson in der 6. Staffel von Grey’s Anatomy.

## Filmografie (Auswahl)

### Filme
- 2001: Tart – Jet Set Kids
- 2001: American Pie 2
- 2001: An American Town (TV)
- 2002: May
- 2002: R.S.V.P.
- 2002: Point of Origin (TV)
- 2003: The Burning Land
- 2005: Brick
- 2005: Conversations with Other Women
- 2005: The Adventures of Big Handsome Guy and His Little Friend
- 2006: Fifty Pills
- 2007: Beneath
- 2007: Remarkable Power
- 2008: The Brothers Bloom
- 2008: Prinzessin Ithaka (Princess)
- 2009: Spooner
- 2009: Jerry
- 2014: Imperial Dreams
- 2014: The Hitchhiker
- 2014: Danny and the Wild Bunch
- 2014: Home Is Where Your Heart Aches
- 2015: Creative Control
- 2017: It Happened in L.A.
- 2017: Lost in Sound
- 2018: Color Me Done
- 2018: Magnetic Plasma for mass(es) Enlightenment
- 2020: Freeze
- 2021: Spring Bloom
- 2023: Blood for Dust
- 2024: Boneyard

### Serien
- 2000: Gilmore Girls (Folge 1x06 Albtraum Geburtstag)
- 2001: Going to California (Folge 1x03)
- 2002: She Spies – Drei Ladies Undercover (She Spies, Folge 1x04)
- 2002: Off Centre (Folge 2x05)
- 2003–2004: Everwood (12 Folgen)
- 2006–2009: Heroes (9 Folgen)
- 2009–2010: Grey’s Anatomy (10 Folgen)
- 2010: Mad Men (2 Folgen)
- 2012: Common Law (2 Folgen)
- 2013–2016: Maron (6 Folgen)
- 2013: Grimm (Folge 2x20)
- 2013: Warehouse 13 (Folge 4x14)
- 2015: The Astronaut Wives Club (3 Folgen)
- 2018: Designated Survivor (5 Folgen)
- 2020: The Right Stuff (8 Folgen)
- 2020: Marvel’s Agents of S.H.I.E.L.D. (2 Folgen)